# Рішення більшості
Рішення більшості — вид суддівського рішення в деяких контактних видах спорту, таких як: бокс, кікбоксинг, Мішані бойові мистецтва. Рішення більшості, означає що двоє з трьох суддів віддали перемогу одному з бійців, тоді як третій суддя зафіксував нічию.. 
У боксі кожен з трьох суддів виставляє за підсумками раунду бійцям очки відповідно до свого бачення хто з них перемагає. Якщо поєдинок закінчився і при цьому не було зафіксовано нокауту, судді підсумовують очки за всі минулі раунди. Якщо двоє суддів віддають одному й тому самому бійцеві більше очок, а третій суддя віддає бійцям рівну кількість балів, то фіксується так звана «Перемога рішенням більшості». 
Рішення більшості часто плутають з іншим видом суддівського рішення — розділеним рішенням суддів. 